# 1195 w polityce

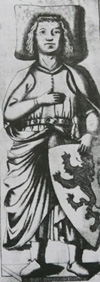
Albrecht I Pyszny

Wydarzenia polityczne w 1195 roku.

## Wydarzenia
- Bitwa nad Mozgawą między zwolennikami Mieszka Starego i Leszka Białego, najkrwawsza w okresie rozbicia dzielnicowego[1][2].
- Zwycięstwo Almohadów w bitwie pod Alarcos[3].

## Zmarli
- Albrecht I Pyszny, margrabia Miśni[4].